# Axonopus brasiliensis
Axonopus brasiliensis är en gräsart som först beskrevs av Spreng., och fick sitt nu gällande namn av João Geraldo Kuhlmann. Axonopus brasiliensis ingår i släktet Axonopus och familjen gräs. Inga underarter finns listade i Catalogue of Life.